# شوالز (ایندیانا)
شوالز (به انگلیسی: Shoals) یک شهر در ایالات متحده آمریکا است که در شهرستان مارتین، ایندیانا واقع شده‌است. شوالز ۴٫۸۹ کیلومتر مربع مساحت و ۷۵۶ نفر جمعیت دارد و ۱۵۴ متر بالاتر از سطح دریا قرار دارد.